# Пэджет, Генри, 3-й маркиз Англси
Генри Уильям Джордж Пэджет, 3-й маркиз Англси (англ. Henry William George Paget, 3rd Marquess of Anglesey; 9 декабря 1821 — 30 января 1880) — британский пэр и либеральный политик. Он был известен как лорд Пэджет с 1821 по 1854 год и граф Аксбридж с 1854 по 1869 год.

## Предыстория
Родился 9 декабря 1821 года. Единственный сын Генри Пэджета, 2-го маркиза Англси (1797—1869), и его первой жены Элеоноры, дочери полковника Джона Кэмпбелла.

## Политическая карьера
Генри Пэджет был избран в Палату общин Великобритании в качестве одного из двух представителей от Южного Стаффордшира в 1854 году. Он заседал в нижней палате парламента до 1857 года.
6 февраля 1869 года после смерти своего отца Генри Пэджет унаследовал титулы 3-го маркиза Англси, 4-го графа Аксбриджа, 12-го лорда Пэджета из Бодсерта и 6-го баронета Бейли, заняв место в Палате лордов Великобритании.
Помимо своей политической карьеры, он также служил в гренадерской гвардии.

## Личная жизнь
7 июня 1845 года в Хоршеме, графство Сассекс, лорд Англси женился на Софии Эверсфилд (24 июня 1819 — 7 декабря 1901), дочери Джеймса Эверсфилда (1795—1826) из Денн-Парка, Сассекс, и его жены Мэри Крю (1795—1872), дочери Роберта Хоугуда Крю. Детей от этого брака не было.
3-й маркиз Англси скончался в Альберт-Мэншнс, Виктория-стрит, Вестминстер, Лондон, в январе 1880 года, в возрасте 58 лет, и ему наследовал его младший сводный брат, лорд Генри Пэджет.
Маркиза Англси переехала в Фордингбридж, Хэмпшир, а затем в Пантилс, Танбридж-Уэллс, Кент, где она умерла 7 декабря 1901 года.